# Язычие
Язы́чие (укр. язичіє) — письменный язык, употреблявшийся в Галиции, Буковине и Закарпатье в конце XIX — начале XX веков. Создавался как соединение местного народного языка с церковно-литературным, рассматривался как средство для перехода в перспективе на литературный русский язык.
Как сообщает Энциклопедический словарь Брокгауза и Ефрона:

Трудно представить себе человеку, не видевшему писаний галицких старорусских авторов, какое невероятное «язычие» галичане считали за образцовый русский литературный язык. Застигнутые врасплох новыми требованиями жизни, галицкие деятели, до тех пор употреблявшие польский язык, были поставлены в крайне затруднительное положение: русского литературного языка они не знали, а местное наречие было недостаточно развито для передачи отвлечённых и сложных понятий. Начинаются долгие споры по вопросу о языке, которого должны держаться образованные русины; обе партии, впрочем, почти сходятся на том, что «мужицкий» язык не годится для этой цели.

Название «язычие» дали украинофилы в полемике с галицкими русофилами, сторонниками этого книжного языка, и оно носит пренебрежительный оттенок (сами пишущие называли его просто «русским языком» либо «галицко-русским»).
Основу язычия представляла местная украинская (русинская) лексика (предпочтение отдавалось словам, общим с русским и церковнославянским, тогда как полонизмы и словакизмы по возможности избегались); для новых понятий применялись церковнославянские словообразовательные модели. В целом тексты на язычии производят впечатление русских с украинским (русинским) акцентом: у одних авторов чуть заметным, у других сильным. Правописание в язычии было историко-этимологическим (либо по полноценной системе Максимовича, либо в упрощённом виде — без надстрочных знаков-крышечек), употреблялась как церковнославянская (даже в светских книгах), так и гражданская графика. При использовании церковнославянской графики применялись некоторые связанные с ней орфографические элементы (например, различение начального и неначального начертания букв Е, О, У, Я, также — в традициях украинской типографики — С).
Язычие использовалось деятелями русофильского движения в Закарпатской Украине как способ постепенного сближения местных говоров с русским литературным языком. Язычие использовалось для издания газет, журналов, литературы. На язычии выходила первая русинская газета в Закарпатье «Свет». (1867—1871), на нём писали будители закарпатских русинов Александр Духнович (1813—1865) и Александр Павлович (1819—1900), галичане Яков Головацкий, Николай Устиянович (1811—1885), Антон Могильницкий (1811—1873), Василий Могильницкий, Иван Гушалевич, Клавдия Алексович, Орест Авдыковский. На язычии издавали прессу Осип Мончаловский, Северин Шехович, Григорий Купчанко, Богдан Дедицкий, Василий Продан и другие. Под мощным влиянием язычия написал свои первые прозаические работы Иван Франко, в будущем ставший писателем и деятелем украинского возрождения. В 1863—1865 годах на язычии велось преподавание в некоторых галицких гимназиях.
С конца 1880-х годов в публикациях русофилов язычие стало вытесняться русским литературным языком. Язычие не имело устойчивых правил, на нём редко разговаривали и оно было малопонятно большинству крестьян.

## Примеры текста
Що єсть тепло и свѣтло — того дово̂дно оучени̂ єще не знаютъ. Но безъ свѣтла и тепла нїяка изъ нашихъ пашниць не може оудатися. — Свѣтло, здаеся, возбуджае въ рослинахъ силу, которою они оуглянный квасъ, амонїякъ, воду, и другое поживлѣнье розкладаютъ на части, зъ ıакихъ тїи рѣчи повстаютъ, — и — потребное въ себе вживаютъ, остальное же назадъ воздухови ôтдаютъ. На пр. оугляный квасъ розкладаютъ они на єго части, на квасородъ и оуглеродъ, и оуглеродъ вживаютъ въ себе, квасородъ же о̂тдаютъ воздухови, и тымъ способомъ воздухъ все ôтсвѣжуютъ. Но все то дѣеся лишь днемъ при свѣтлѣ солнечно̂мъ, ночїю же нѣ; и также днемъ при захмарено̂мъ небѣ робота тая оуже имъ складно не иде, а для того въ хмарнїи роки овощи николи не буваютъ смачни̂ та тревали̂. (1875)

При всемъ томъ Востоковъ въ примѣчаніи совѣтуетъ новымъ издателямъ Слова, чтобы они, хотя для типографической исправности, для облегченія читателю отъискиванія мѣстъ, роздѣлили его на стихи, подобныи библейскимъ, и означили оныи, якъ водится, числами. Можетъ быти, говоритъ онъ, такимъ образомъ яснѣе окажется, былъ ли въ немъ якій-нибудь розмѣръ. За роздѣленіемъ текста Слова на стихи, приведу я съ моей стороны ещё тое обстоятельство, что такимъ способомъ облегчится исправленіе въ немъ нѣкоторыхъ испорченныхъ мѣстъ и розстановка словъ, посредствомъ замѣченного параллелизма стиховъ.

Читая благозвучный текстъ Слова, не трудно замѣтити стихотворный розмѣръ его; для того старался я не только по внутренной части исправити текстъ того же, но такожь по внѣшной формѣ, по возможности, возстановити первоначальный стихотворный складъ Слова, которое самъ сочинитель его называетъ Пѣснью; слѣдовательно, стихи его спѣвались при сопроводѣ ихъ гуслинными звуками, чѣмъ, по свидѣтельству Слова, уже отличались пѣсни вѣщого Бояна, которого гуслинныи струны, соотвѣтно пѣсни его, «сами княземъ славу рокотаху.» (1886)

Тогды пристꙋпила до Иєго мати апостолôвъ, Ꙗкова и Їоанна, сынôвъ Завєдєєвыхъ, поклониласѧ Ємꙋ и сказала. „Господи, сдѣлай такъ, щобы оба тїи сыны мои сидѣли одинъ по правой, а дрꙋгїй по лѣвой рꙋцѣ (сторонѣ) в царствѣ Твоємъ“.